# Хохлов Іван Сергійович
Іван Сергійович Хохлов (1895, село Губіно Бронницького повіту Московської губернії, тепер Московської області, Російська Федерація — 11 лютого 1973, Москва) — радянський державний і партійний діяч, голова Ради народних комісарів Російської РФСР. Кандидат у члени ЦК ВКП(б) у 1939—1956. Депутат Верховної Ради РРФСР 1-го скликання. Депутат Верховної Ради СРСР 1—4-го скликань.

## Біографія
Народився в селянській родині. З дитячих років наймитував. З 1906 року працював ткачем на ручному ткацькому верстаті в селі Губіно. З 1909 працював каландрувальником на ткацькій фабриці Бєлова в Московській губернії. Потім — молотобоєць на Люберецькому заводі Московської губернії, робітник майстерень Московсько-Казанської залізниці.
Член РКП(б) з 1918 року.
У 1918—1919 роках служив у Червоній армії. Воював на Південному фронті у складі 9-го Червонопрапорного полку Першої Інзенської дивізії. Наприкінці 1918 року був обраний секретарем полкового комітету РКП(б). У 1919 році отримав важке поранення в бою під станцією Мілютинською, потім захворів на тиф та був демобілізований з Червоної армії. Повернувся до рідного села Губіно Бронницького повіту Московської губернії.
У 1919—1920 роках — член виконавчого комітету Ашитковської волосної ради Бронницького повіту Московської губернії.
З 1920 по 1923 рік працював в органах Бронницької повітової та Московської губернської робітничо-селянської інспекції.
У 1923—1929 роках — на відповідальній роботі у виконавчому комітеті Бронницької (завідувач повітового фінансового відділу з 1925 року), потім Богородскої повітової ради Московської губернії.
У 1929—1931 роках — навчання в Ленінградській фінансовій академії. Після закінчення академії деякий час навчався в аспірантурі.
З 1931 по 1934 рік — службовець в Московському обласному фінансовому відділі і Народному комісаріаті фінансів РРФСР.
У 1934 — серпні 1937 року — голова виконавчого комітету Раменської районної ради Московської області.
23 серпня 1937 — 9 вересня 1938 року — голова виконавчого комітету Московської обласної ради депутатів трудящих. Одночасно, з 17 січня 1938 по 31 травня 1939 року — заступник голови президії Верховної Ради СРСР.
У вересні 1938 — липні 1940 року — голова президії Центральної Спілки споживчих товариств СРСР і РРФСР.
2 червня 1940 — 23 червня 1943 року — голова Ради Народних Комісарів РРФСР. У зв'язку з тривалою відсутністю Хохлова обов'язки голови Ради народних комісарів РРФСР з 5 травня 1942 року були офіційно покладені на заступника голови Ради народних комісарів РРФСР Костянтина Памфілова.
З 1941 року — в Червоній армії, учасник німецько-радянської війни. 10 жовтня 1941 — 1944 року — член Військової ради Західного фронту. З 1944 по 1945 рік — член Військової ради 3-го Білоруського фронту.
У грудні 1945 — 1954 року — голова правління Центральної спілки споживчих товариств СРСР.
З 1955 року — начальник Головного управління державної торгової інспекції Міністерства торгівлі СРСР, начальник Головного управління державної торгової інспекції Міністерства торгівлі РРФСР.
Потім — персональний пенсіонер союзного значення. Похований на Новодівочому цвинтарі в Москві.

## Звання
- генерал-лейтенант інтендантської служби (12.02.1943)

## Нагороди
- орден Богдана Хмельницького І ст.
- орден Кутузова І ст.
- орден Червоного Прапора
- орден Червоної Зірки
- медаль «За оборону Москви»
- медаль «За взяття Кенігсберга»
- медаль «За перемогу над Німеччиною у Великій Вітчизняній війні 1941—1945 рр.»
- медаль «За доблесну працю у Великій Вітчизняній війні 1941—1945 рр.»
- медалі